# Grand Prix Stanów Zjednoczonych 1961
Grand Prix Stanów Zjednoczonych 1961 (oryg. United States Grand Prix) – 8. (ostatnia) runda Mistrzostw Świata Formuły 1 w sezonie 1961, która odbyła się 8 października 1961 po raz 1. na torze Watkins Glen.
Było to 3. Grand Prix Stanów Zjednoczonych zaliczane do Mistrzostw Świata Formuły 1.

## Wyniki

### Kwalifikacje
Źródło: statsf1.com
| P  | Nr | Kierowca          | Konstruktor(-silnik) | Opony | Czas   | Odstęp | Strata |
| -- | -- | ----------------- | -------------------- | ----- | ------ | ------ | ------ |
| 1  | 1  | Jack Brabham      | Cooper-Climax        | D     | 1:17,0 | -      | -      |
| 2  | 4  | Graham Hill       | BRM-Climax           | D     | 1:18,1 | +1,1   | +1,1   |
| 3  | 7  | Stirling Moss     | Lotus-Climax         | D     | 1:18,2 | +0,1   | +1,2   |
| 4  | 2  | Bruce McLaren     | Cooper-Climax        | D     | 1:18,2 | +0,0   | +1,2   |
| 5  | 14 | Jim Clark         | Lotus-Climax         | D     | 1:18,3 | +0,1   | +1,3   |
| 6  | 5  | Tony Brooks       | BRM-Climax           | D     | 1:18,3 | +0,0   | +1,3   |
| 7  | 12 | Dan Gurney        | Porsche              | D     | 1:18,6 | +0,3   | +1,6   |
| 8  | 15 | Innes Ireland     | Lotus-Climax         | D     | 1:18,8 | +0,2   | +1,8   |
| 9  | 18 | John Surtees      | Cooper-Climax        | D     | 1:18,9 | +0,1   | +1,9   |
| 10 | 11 | Jo Bonnier        | Porsche              | D     | 1:18,9 | +0,0   | +1,9   |
| 11 | 22 | Masten Gregory    | Lotus-Climax         | D     | 1:19,1 | +0,2   | +2,1   |
| 12 | 19 | Roy Salvadori     | Cooper-Climax        | D     | 1:19,2 | +0,1   | +2,2   |
| 13 | 16 | Peter Ryan        | Lotus-Climax         | D     | 1:20,0 | +0,8   | +3,0   |
| 14 | 60 | Walt Hansgen      | Cooper-Climax        | D     | 1:20,4 | +0,4   | +3,4   |
| 15 | 21 | Olivier Gendebien | Lotus-Climax         | D     | 1:20,5 | +0,1   | +3,5   |
| 16 | 6  | Roger Penske      | Cooper-Climax        | D     | 1:20,6 | +0,1   | +3,6   |
| 17 | 3  | Hap Sharp         | Cooper-Climax        | D     | 1:21,0 | +0,4   | +4,0   |
| 18 | 17 | Jim Hall          | Lotus-Climax         | D     | 1:21,8 | +0,8   | +4,8   |
| 19 | 26 | Lloyd Ruby        | Lotus-Climax         | D     | 1:21,8 | +0,0   | +4,8   |
| P  | Nr | Kierowca          | Konstruktor(-silnik) | Opony | Czas   | Odstęp | Strata |

### Wyścig
Źródła: statsf1.com
| P                                                     | + / –     | Nr | Kierowca                         | Konstruktor   | Opony | Okr.  | Czas / Strata | Komentarz          |
| ----------------------------------------------------- | --------- | -- | -------------------------------- | ------------- | ----- | ----- | ------------- | ------------------ |
| 1                                                     | 7         | 15 | Innes Ireland                    | Lotus-Climax  | D     | 100   | 2:13:45,8     |                    |
| 2                                                     | 5         | 12 | Dan Gurney                       | Porsche       | D     | 100   | +4,3          |                    |
| 3                                                     | 3         | 5  | Tony Brooks                      | BRM-Climax    | D     | 100   | +49,0         |                    |
| 4                                                     | Bez zmian | 2  | Bruce McLaren                    | Cooper-Climax | D     | 100   | +58,0         |                    |
| 5                                                     | 3         | 4  | Graham Hill                      | BRM-Climax    | D     | 99    | +1 okr.       |                    |
| 6                                                     | 4         | 11 | Jo Bonnier                       | Porsche       | D     | 98    | +2 okr.       |                    |
| 7                                                     | 2         | 14 | Jim Clark                        | Lotus-Climax  | D     | 96    | +4 okr.       |                    |
| 8                                                     | 8         | 6  | Roger Penske                     | Cooper-Climax | D     | 96    | +4 okr.       |                    |
| 9                                                     | 4         | 16 | Peter Ryan                       | Lotus-Climax  | D     | 96    | +4 okr.       |                    |
| 10                                                    | 7         | 3  | Hap Sharp                        | Cooper-Climax | D     | 93    | +7 okr.       |                    |
| 11                                                    | 4         | 21 | Olivier Gendebien Masten Gregory | Lotus-Climax  | D     | 30 62 | +8 okr.       |                    |
| Niesklasyfikowani                                     |           |    |                                  |               |       |       |               |                    |
|                                                       |           | 19 | Roy Salvadori                    | Cooper-Climax | D     | 96    | +4 okr.       | silnik             |
|                                                       |           | 26 | Lloyd Ruby                       | Lotus-Climax  | D     | 76    | +24 okr.      | magneto            |
|                                                       |           | 17 | Jim Hall                         | Lotus-Climax  | D     | 76    | +24 okr.      | wyciek paliwa      |
|                                                       |           | 7  | Stirling Moss                    | Lotus-Climax  | D     | 58    | +42 okr.      | silnik             |
|                                                       |           | 1  | Jack Brabham                     | Cooper-Climax | D     | 57    | +43 okr.      | przegrzanie        |
|                                                       |           | 22 | Masten Gregory                   | Lotus-Climax  | D     | 23    | +77 okr.      | skrzynia biegów    |
|                                                       |           | 60 | Walt Hansgen                     | Cooper-Climax | D     | 14    | +86 okr.      | wypadek            |
|                                                       |           | 18 | John Surtees                     | Cooper-Climax | D     | 0     | +100 okr.     | korbowód           |
| Nie wystartowali / niedopuszczeni do ponownego startu |           |    |                                  |               |       |       |               |                    |
|                                                       |           | 8  | Phil Hill                        | Ferrari       | D     | 0     |               | zespół wycofał się |
|                                                       |           | 9  | Richie Ginther                   | Ferrari       | D     | 0     |               | zespół wycofał się |
|                                                       |           | 10 | Pedro Rodríguez                  | Ferrari       | D     | 0     |               | zespół wycofał się |
|                                                       |           | 23 | Ken Miles                        | Lotus-Climax  | D     | 0     |               | nie przybył        |
| P                                                     | + / –     | Nr | Kierowca                         | Konstruktor   | Opony | Okr.  | Czas / Strata | Komentarz          |

### Najszybsze okrążenie
Źródło: statsf1.com
| Nr | Kierowca     | Konstruktor   | Czas   | Okr. |
| -- | ------------ | ------------- | ------ | ---- |
| 1  | Jack Brabham | Cooper-Climax | 1:18,2 | 28   |

### Prowadzenie w wyścigu
Źródło: statsf1.com
| Nr                              | Kierowca      | Konstruktor   | Okrążenia                    | Suma |
| ------------------------------- | ------------- | ------------- | ---------------------------- | ---- |
| 15                              | Innes Ireland | Lotus-Climax  | 59-100                       | 42   |
| 7                               | Stirling Moss | Lotus-Climax  | 1-5, 16, 24-25, 34-35, 39-58 | 30   |
| 1                               | Jack Brabham  | Cooper-Climax | 6-15, 17-23, 26-33, 36-38    | 28   |
| \| Wykres \| \| ------ \| \| \| |               |               |                              |      |
| Wykres                          |               |               |                              |      |
|                                 |               |               |                              |      |

## Klasyfikacja po wyścigu
Pierwsza szóstka otrzymywała punkty według klucza 9-6-4-3-2-1. Liczone było tylko 5 najlepszych wyścigów danego kierowcy. W nawiasach podano wszystkie zebrane punkty, nie uwzględniając zasady najlepszych wyścigów.
Uwzględniono tylko kierowców, którzy zdobyli jakiekolwiek punkty
| P  | +/− | Kierowca           | Starty | Punkty  | P1 | P2 | P3 | PP | NO | NS |
| -- | --- | ------------------ | ------ | ------- | -- | -- | -- | -- | -- | -- |
| 1  | 0   | Phil Hill          | 7      | 34 (38) | 2  | 2  | 2  | 5  | 2  | –  |
| 2  | 0   | Wolfgang von Trips | 7      | 33      | 2  | 2  | –  | 1  | –  | 2  |
| 3  | 0   | Stirling Moss      | 8      | 21      | 2  | –  | –  | 1  | 1  | 4  |
| 4  | +1  | Dan Gurney         | 8      | 21      | –  | 3  | –  | –  | –  | –  |
| 5  | −1  | Richie Ginther     | 7      | 16      | –  | 1  | 2  | –  | 2  | 1  |
| 6  | +6  | Innes Ireland      | 6      | 12      | 1  | –  | –  | –  | –  | 3  |
| 7  | −1  | Jim Clark          | 8      | 11      | –  | –  | 2  | –  | 1  | 2  |
| 8  | 0   | Bruce McLaren      | 8      | 11      | –  | –  | 1  | –  | –  | 1  |
| 9  | −2  | Giancarlo Baghetti | 3      | 9       | 1  | –  | –  | –  | 1  | 2  |
| 10 | +5  | Tony Brooks        | 8      | 6       | –  | –  | 1  | –  | 1  | 2  |
| 11 | −2  | Jack Brabham       | 8      | 4       | –  | –  | –  | 1  | 1  | 6  |
| 12 | −2  | John Surtees       | 8      | 4       | –  | –  | –  | –  | –  | 4  |
| 13 | −2  | Jackie Lewis       | 5      | 3       | –  | –  | –  | –  | –  | 2  |
| 14 | −1  | Olivier Gendebien  | 2      | 3       | –  | –  | –  | –  | –  | –  |
| 15 | −1  | Jo Bonnier         | 8      | 3       | –  | –  | –  | –  | –  | 2  |
| 16 | +1  | Graham Hill        | 8      | 3       | –  | –  | –  | –  | –  | 5  |
| 17 | −1  | Roy Salvadori      | 5      | 2       | –  | –  | –  | –  | –  | 1  |
| P  | +/− | Kierowca           | Starty | Punkty  | P1 | P2 | P3 | PP | NO | NS |

### Konstruktorzy
Tylko jeden, najwyżej uplasowany kierowca danego konstruktora, zdobywał dla niego punkty. Również do klasyfikacji zaliczano 5 najlepszych wyników.
| P                 | +/− | Konstruktor          | Starty | Punkty  | P1 | P2 | P3 | PP | NO | NS |
| ----------------- | --- | -------------------- | ------ | ------- | -- | -- | -- | -- | -- | -- |
| 1                 | 0   | Ferrari              | 27     | 40 (52) | 5  | 5  | 4  | 6  | 5  | 7  |
| 2                 | 0   | Lotus-Climax         | 54     | 32      | 3  | –  | 2  | 1  | 2  | 26 |
| 3                 | 0   | Porsche              | 25     | 22 (23) | –  | 3  | –  | –  | –  | 3  |
| 4                 | 0   | Cooper-Climax        | 44     | 14 (18) | –  | –  | 1  | 1  | 1  | 18 |
| 5                 | 0   | BRM-Climax           | 16     | 7       | –  | –  | 1  | –  | 1  | 7  |
| Niesklasyfikowani |     |                      |        |         |    |    |    |    |    |    |
|                   |     | Cooper-Maserati      | 11     | 0       | –  | –  | –  | –  | –  | 5  |
|                   |     | Gilby-Climax         | 1      | 0       | –  | –  | –  | –  | –  | –  |
|                   |     | De Tomaso-OSCA       | 2      | 0       | –  | –  | –  | –  | –  | 2  |
|                   |     | De Tomaso-Alfa Romeo | 2      | 0       | –  | –  | –  | –  | –  | 2  |
|                   |     | Ferguson-Climax      | 1      | 0       | –  | –  | –  | –  | –  | 1  |
|                   |     | Lotus-Maserati       | 1      | 0       | –  | –  | –  | –  | –  | 1  |
|                   |     | JBW-Climax           | 1      | 0       | –  | –  | –  | –  | –  | 1  |
|                   |     | MBM-Porsche          | 0      | 0       | –  | –  | –  | –  | –  | –  |
|                   |     | JBW-Maserati         | 0      | 0       | –  | –  | –  | –  | –  | –  |
|                   |     | Emeryson-Maserati    | 0      | 0       | –  | –  | –  | –  | –  | –  |
|                   |     | Emeryson-Climax      | 0      | 0       | –  | –  | –  | –  | –  | –  |
| P                 | +/− | Kierowca             | Starty | Punkty  | P1 | P2 | P3 | PP | NO | NS |